# 彼得里奇
彼得里奇是保加利亞西南部布拉戈耶夫格勒州彼得里奇市镇的城镇及行政中心。彼得里奇坐落於在貝拉西察山山區內。2005年，該市有人口35,134人。主要產業是香煙。緊鄰希臘。市場還有機械工廠。

## 外部連結
- Petrich.bg （页面存档备份，存于）
- Petrich, information and photos
- Petrich municipality at Domino.bg
- Guide to Petrich municipality – cities, villages, regions （页面存档备份，存于）